# فيروس التهاب الفم الحويصلي
فيروس التهاب الفم الحويصلي إنديانا(بالإنجليزية: Vesicular stomatitis Indiana virus)‏ (غالباً ما يشار إليها بالاختصار ف.س.ف) هو فيروس من عائلة فيروسات ربدية. حيث ينتمي فيروس داء الكلب المعروف إلى نفس العائلة. ف س ف يمكن أن يصيب الحشرات والماشية والخيول والخنازير. وله أهمية خاصة بالنسبة للمزارعين في مناطق معينة من العالم حيث يمكن أن تصيب الماشية. وذلك لأن عرضه السريري مطابق لفيروس الحمى القلاعية الهام جدا.
الفيروس حيواني المنشأ ويؤدي إلى مرض شبيه الإنفلونزا في البشر المصابين.
هو أيضا فيروس مختبري شهير يستخدم لدراسة خصائص الفيروسات من عائلة الفيروسات الربدية، وكذلك لدراسة تطور الفيروسات.

## الخصائص
فيروس التهاب الفم الحويصلي إنديانا (ف س ف) هو العضو النموذجي من جنس فيسيكولوفيروس من عائلة الفيروسات الربدية. ف س ف هو أربوفيروس، وتضاعفه يحدث في السيتوبلازم. وتشمل الإصابات الطبيعية لفيروس التهاب الفم الحويصلي خطوتين، العدوى الخلوية في المضيف الثديي والنقل بواسطة الحشرات. في الحشرات، العدوى غير دائمة الإحلال الخلوي. واحدة من الناقلات المؤكدة للفيروس هي فواصد لوتزوميا شانوني. جينوم فيروس التهاب الفم الحويصلي يوجد على جزيء واحد من الحمض النووي الريبي السلبي الذي لديه 11و 161 من أطوال النيوكليوتيدات، والذي يشفر خمسة بروتينات رئيسية: G بروتين (G)، وبروتين كبير (L)، وفوسفوبروتين، وبروتين المصفوفة (M) والبروتين النووي:
بروتين فيروس التهاب الفم الحويصلي G ، ويعرف أيضا باسم ف س ف ج، يُمكّن دخول الفيروس. وهو يتوسط في تعلق الفيروس بمستقبلات البروتين الدهني منخفض الكثافة (LDLR) أو أحد أعضاء عائلة مستقبلات البروتين الدهني منخفض الكثافة الموجود على الخلية المضيفة. بعد ارتباط مركب الفيروس ف س ف بمستقبلات البروتين الدهني منخفض الكثافة يُبتلع بسرعة ومن ثم يتوسط الاندماج بين المغلف الفيروسي وغشاء الجسيم الداخلي. يدخل فيروس ف س ف الخلية من خلال الحويصلات المغلفة جزئيا بالكلاثرين. تحتوي الحويصلات حاملة الفيروس على المزيد من الكلاثرين والكلاثرين المحول أكثر من الحويصلات التقليدية. الحويصلات التي تحتوي على الفيروسات توظف مكونات آلات الأكتين لتفاعلها، مما يزيد من استعابها. بروتين ف س ف G لا يتبع نفس مسار معظم الحويصلات لأن نقل البروتين G من الشبكة الإندوبلازمية إلى غشاء البلازما يتوقف بواسطة الحضانة عند 15 درجة مئوية. في هذه الحالة، تتراكم الجزيئات في كل من الشبكة الإندوبلازمية وجزء من حويصلة تحت الخلية ذات كثافة منخفضة تسمى جزء حويصلة الغنية بالدهون. ويبدو أن المادة الموجودة في جزء الحويصلة الغنية بالدهون هي مادة وسيطة ما بعد الشبكة الإندوبلازمية في عملية النقل إلى غشاء البلازما. بعد العدوى، يتم التعبير عن جين ف س ف G وتتم دراسته عادة كنموذج لغليكوسيلاتيون المرتبط ب N في الشبكة الإندوبلازمية. يتم ترجمته إلى الشبكة الإندوبلازمية الخام حيث يتم إضافة أوليجوسكريد جلوكوز3-مانوز9-إن-أسيتيل غلوكوز أمين2 بواسطة البروتين الذي يحتوي على دوليكول، إلى بذرة NXS على ف س ف G. تتم إزالة السكريات تدريجيا أثناء انتقال البروتين إلى جهاز جولجي، ويصبح مقاوما لـ إندوغليكوسيداز H.
عند تصنيعه في الخلايا الظهارية المستقطبة، يستهدف مغلف البروتين السكري لف س ف G الجزء القاعدي الوحشي من غشاء البلازما. ف س ف G هو أيضا غلاف بروتيني مشترك لنظم التعبير عن ناقلات فيروسات لنتي يُستخدم لإدخال المواد الوراثية في النظم المختبرية أو النماذج الحيوانية، وذلك أساسا بسبب توجهه الواسع للغاية.
يتم ترميز البروتين ف س ف بنصف الجينوم، ويقترن بالفوسفوبروتين لتحفيز النسخ المتماثل من الحمض النووي الريبي الرسول.
يتم ترميز البروتين ف س ف M بواسطة الحمض النووي الريبي الرسول يتكون من 831 النيوكليوتيدات طويلة ويترجم إلى 229 من الأحماض الأمينية البروتينية. تسلسل البروتين M المتوقع لا يحتوي على أي مجالات طويلة كارهة للماء أو غير قطبية التي قد تعزز اتصال الغشاء. البروتين غني بالأحماض الأمينية الأساسية ويحتوي على نطاق نهائي كثيف من الأحماض الأمينية الأساسية.

## التهاب الفم الحويصلي

### العلامات السريريةوالتشخيص
العلامة الرئيسية في الحيوانات هو مرض الفم الذي تظهر كحويصلات مخاطية وقرح في الفم، ولكن قد تظهر أيضا على الضرع وحول الفرقة التاجية. قد تظهر علامات نظامية على الحيوانات مثل فقدان الشهية والخمول والحمى. عادة ما يشفى المرض في غضون أسبوعين، وعادة ما تتعافى الحيوانات تماما.
الاختبار المصلي الأكثر شيوعا يكون مع إلايزا أو تثبيت المكمل، ويمكن أيضا محاولة العزل الفيروسي.

### العلاج والتحكم
لا يوجد علاج محدد، ولكن بعض الحيوانات قد تتطلب الدعم بالسوائل أو مضادات حيوية للعدوى الثانوية.
تعتمد السيطرة على بروتوكولات الأمن الحيوي والحجر الصحي والعزل والتطهير لضمان عدم دخول المرض الفيروسي إلى بلد أو قطيع.

## التطبيقات الطبية

### علاج محلل للورم
في الخلايا البشرية السليمة لا يمكن للفيروس أن يتكاثر، ربما بسبب استجابة الإنترفيرون. العديد من الخلايا السرطانية لديها استجابة إنترفيرون منخفضة، مما يسمح على الأرجح لفيروس التهاب الفم الحويصلي أن ينمو، وبالتالي يحلل الخلايا الورمية بشكل تفضيلي.
في الآونة الأخيرة، تم الوصول إلى أن «ف س ف» الموهن مع طفرة في البروتين M له خصائص محللة للورم. الأبحاث مستمرة، وأظهرت أن «ف س ف» له قدرة الحد من حجم الورم وانتشاره في سرطان الجلد وسرطان الرئة وسرطان القولون وبعض أورام المخ في النماذج المختبرية للسرطان.

### علاج مكافح لفيروس نقص المناعة البشرية
تم تعديل «ف س ف» لمهاجمة الخلايا T المصابة بفيروس نقص المناعة البشرية. سُمي الفيروس المعدل بفيروس «حصان طروادة»

### العلاجات قيد التطوير
خضع هذا الفيروس لتجارب المرحلة الأولى كلقاح لفيروس الإيبولا.
أجريت على «ف س ف» المؤتلف الذي يعبر عن بروتين فيروس إيبولا السكري تجارب المرحلة الثالثة في أفريقيا كلقاح لمرض فيروس إيبولا. وقد تبين أن اللقاح فعال بنسبة 76-100٪ في الوقاية من مرض فيروس إيبولا.
كما تم إنشاء نسخ متماثلة من rVSV المختص معبرة عن بروتينات حمى لاسا وفيروس ماربورغ.

## تطبيقات أخرى
يستخدم بروتين الفيروس ف س ف G عادة في الأبحاث الطبية الحيوية لنمط كاذب من فيروسات النسخ الرجعية وفيروس لنتي، ونقل القدرة على إنتاج مجموعة واسعة من أنواع خلايا الثدييات مع الجينات محل الاهتمام.
كما تم استخدام بروتين ف س ف G في الدراسات الخلوية لتنظيم المرور في جهاز الغشاء الداخلي. يقترح المجهر المناعي أن البروتين G يتحرك من سيسترون إلى أجسام عبر جولجي دون نقلها فيما بينها في حويصلات، ودعم نموذج النضج السيستروني لتنظيم العبور في جهاز جولجي.